# Hybride Archivierung
Hybride Archivierung bedeutet das gleichzeitige digitale und analoge Vorhalten von Daten.
Es handelt sich also um ein zweistufiges Speicher-/Archivierungs-Konzept. Hintergrund ist einerseits, eine moderne Verfügbarkeit von gespeicherten/archivierten Informationen/Dokumenten über Datennetze zu ermöglichen; hierfür benötigt man die Daten heute zwangsläufig digital. Andererseits löst das Konzept die Langzeitsicherung (> 10 Jahre) der Daten ohne rechtliches und technologisches Risiko, das eine digitale Speicherung mit sich bringen würde. Verwendet wird also ein analoges Backup-Medium – der Mikrofilm. Die Daten/Dokumente auf dem Film sind notwendigerweise über entsprechende Techniken (Scanverfahren) konvertierbar, also im Bedarfsfall in DV-Systeme/-Netze integrierbar. So kann bei entstandenen Datenverlusten im digitalen Speicher der Mikrofilm für vollständigen und -wertigen Ersatz sorgen. Die Haltbarkeit von Mikrofilm wird wissenschaftlich nachgewiesen mit mehreren hundert Jahren beziffert.